# Cenk Tosun
Cenk Tosun (Wetzlar, 7 juni 1991) is een Turks-Duits voetballer die doorgaans als aanvaller speelt. Tosun debuteerde in 2014 in het Turks voetbalelftal, nadat hij eerder voor Duitsland –21 uitkwam.

## Clubcarrière
Cenk stroomde in 2008 door vanuit de jeugdopleiding van Eintracht Frankfurt, waarvoor hij één competitiewedstrijd in het eerste elftal speelde. In 2011 maakte Tosun de overstap naar Gaziantepspor, waar hij in drie jaar tijd meer dan honderd competitieduels speelde en 39 doelpunten maakte. In juli 2014 tekende hij een contract bij Beşiktaş, waarvoor hij op 30 augustus 2014 zijn debuut maakte in de Süper Lig in de uitwedstrijd tegen Mersin İdmanyurdu (0–1 winst); Tosun maakte het enige doelpunt van de wedstrijd. Op 16 augustus 2015, aan het begin van zijn tweede seizoen bij Beşiktaş, maakte hij de eerste hattrick uit zijn carrière. In wederom een uitwedstrijd tegen Mersin İdmanyurdu maakten Olcay Şahan en Kerim Frei samen met Tosun vijf doelpunten. Op 5 januari 2018 transfereerde Tosun voor 30 miljoen euro naar Everton. Hij maakte zijn debuut in de uitwedstrijd tegen Tottenham. Na zijn eerste seizoen zag de nieuwe coach Marco Silva weinig perspectief voor Tosun, maar hij ging niet in op aanbiedingen van Galatasaray en het Qatarese Al-Gharafa voor verhuur. In de winterperiode van dat seizoen werd hij wel verhuurd aan Crystal Palace FC. In februari 2021 werd hij verhuurd aan Beşiktaş. In 2022 keerde hij definitief terug naar zijn oude club. Medio 2024 tekende hij een tweejarig contract bij rivaal Fenerbahçe als derde spits achter Edin Džeko en Youssef En-Nesyri.

## Clubstatistieken
| Seizoen | Club                | Competitie     | Competitie | Competitie | Competitie | Beker | Beker | Beker | Internationaal | Internationaal | Internationaal | Totaal | Totaal | Totaal |
| Seizoen | Club                | Competitie     | Wed.       | Dlp.       | Ass.       | Wed.  | Dlp.  | Ass.  | Wed.           | Dlp.           | Ass.           | Wed.   | Dlp.   | Ass.   |
| ------- | ------------------- | -------------- | ---------- | ---------- | ---------- | ----- | ----- | ----- | -------------- | -------------- | -------------- | ------ | ------ | ------ |
| 2009/10 | Eintracht Frankfurt | Bundesliga     | 1          | 0          | 0          | 0     | 0     | 0     | —              | —              | —              | 1      | 0      | 0      |
| 2010/11 | Gaziantepspor       | Süper Lig      | 14         | 10         | 6          | 4     | 2     | 0     | —              | —              | —              | 18     | 12     | 6      |
| 2011/12 | Gaziantepspor       | Süper Lig      | 32         | 6          | 2          | 1     | 1     | 0     | 4              | 0              | 0              | 37     | 7      | 2      |
| 2012/13 | Gaziantepspor       | Süper Lig      | 32         | 10         | 8          | 3     | 1     | 1     | —              | —              | —              | 35     | 11     | 9      |
| 2013/14 | Gaziantepspor       | Süper Lig      | 31         | 13         | 6          | 1     | 1     | 0     | —              | —              | —              | 32     | 14     | 6      |
| 2014/15 | Beşiktaş            | Süper Lig      | 18         | 5          | 0          | 2     | 3     | 0     | 8              | 1              | 0              | 28     | 9      | 0      |
| 2015/16 | Beşiktaş            | Süper Lig      | 29         | 8          | 4          | 8     | 7     | 1     | 6              | 2              | 1              | 43     | 17     | 6      |
| 2016/17 | Beşiktaş            | Süper Lig      | 33         | 20         | 4          | 2     | 0     | 0     | 12             | 4              | 0              | 47     | 24     | 4      |
| 2017/18 | Beşiktaş            | Süper Lig      | 16         | 8          | 1          | 2     | 2     | 0     | 6              | 4              | 2              | 24     | 14     | 3      |
| 2017/18 | Everton             | Premier League | 14         | 5          | 0          | 0     | 0     | 0     | —              | —              | —              | 14     | 5      | 0      |
| 2018/19 | Everton             | Premier League | 25         | 3          | 3          | 4     | 1     | 0     | —              | —              | —              | 29     | 4      | 3      |
| 2019/20 | Everton             | Premier League | 5          | 1          | 0          | 3     | 0     | 3     | —              | —              | —              | 8      | 1      | 3      |
| 2019/20 | → Crystal Palace    | Premier League | 5          | 1          | 0          | 0     | 0     | 0     | —              | —              | —              | 5      | 1      | 0      |
| 2020/21 | Everton             | Premier League | 5          | 0          | 0          | 2     | 1     | 0     | —              | —              | —              | 7      | 1      | 0      |
| 2020/21 | → Beşiktaş          | Süper Lig      | 3          | 3          | 1          | 1     | 0     | 0     | —              | —              | —              | 4      | 3      | 1      |
| 2021/22 | Everton             | Premier League | 1          | 0          | 0          | 2     | 0     | 0     | —              | —              | —              | 3      | 0      | 0      |
| 2022/23 | Beşiktaş            | Süper Lig      | 32         | 15         | 7          | 2     | 3     | 1     | —              | —              | —              | 34     | 18     | 8      |
| 2023/24 | Beşiktaş            | Süper Lig      | 34         | 6          | 7          | 5     | 3     | 1     | 8              | 2              | 0              | 47     | 11     | 8      |
| 2024/25 | Fenerbahçe          | Süper Lig      | 12         | 1          | 0          | 2     | 1     | 1     | 8              | 0              | 0              | 22     | 2      | 1      |
| 2025/26 | Fenerbahçe          | Süper Lig      | 0          | 0          | 0          | 0     | 0     | 0     | 1              | 0              | 0              | 1      | 0      | 0      |
| TOTAAL  | TOTAAL              | TOTAAL         | 342        | 115        | 49         | 44    | 26    | 8     | 53             | 13             | 3              | 439    | 154    | 60     |

Bijgewerkt tot en met 6 augustus 2025.

## Interlandcarrière
Tosun maakte op 15 oktober 2013 zijn debuut in het Turks voetbalelftal, in een met 0–2 verloren kwalificatiewedstrijd voor het WK 2014 thuis tegen Nederland. Hij verving een kwartier voor tijd Selçuk İnan. Hij maakte op 13 november 2015 zijn eerste interlanddoelpunt, in een oefeninterland in Doha tegen Qatar: na een 1–0 achterstand bogen hij en Arda Turan rond de 70ste minuut binnen enkele minuten de stand om naar een 1–2 overwinning. Tosun maakte deel uit van de Turkse ploeg op het EK 2016 in Frankrijk, zijn eerste eindtoernooi. Na nederlagen tegen Spanje (0–3) en Kroatië (0–1) en een overwinning op Tsjechië (2–0) was Turkije na de groepsfase uitgeschakeld.
Cenk Tosun werd opgenomen in de selectie voor het EK 2024. Hij viel een kwartier voor tijd in bij de laatste groepswedstrijd tegen Tsjechië en maakte in minuut 90+4 de 2-1 voor Turkije. De ploeg werd uiteindelijk uitgeschakeld tegen Nederland in de kwartfinales.  

## Erelijst
| Süper Lig           | 3x | 2015/16,2016/17, 2020/21 |
| Turkse voetbalbeker | 2x | 2020/21, 2023/24         |